# Ukraine forte
Ukraine forte (en ukrainien : Сильна Україна) est un parti politique ukrainien fondé en juin 1999 sous le nom du Parti travailliste d'Ukraine (Трудова партія України).
Dirigé depuis 2009 par l'homme d'affaires Serhiï Tihipko, le parti se dissout en mars 2012 pour se fondre au sein du Parti des régions au pouvoir. À la suite des évènements d'euromaïdan, Tihipko est exclu du Parti des régions dont il voulait devenir le candidat à l'élection présidentielle, puis il refonde son ancien parti le 23 avril 2014. Lors des élections législatives de 2014, il est nettement en dessous du seuil de 5 % et ne remporte qu'un seul siège de député à la Rada.

## Historique

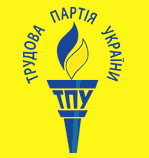
Logo du Parti travailliste d'Ukraine.

### Parti travailliste
Le Parti travailliste d'Ukraine a été fondé le 19 juin 1999, mais ne participe pas aux élections législatives de 2002. Lors des élections de 2006, il se fonde au sein d'une coalition, mais cette dernière ne remporte que 0,8 % des voix et ne réussit donc pas à obtenir une représentation à la Rada.
Lors des élections législatives de 2007, le parti rejoint le bloc de Volodymyr Lytvyn, qui lui réussit à obtenir 20 sièges sur les 450 que compte la Rada.

### Ukraine forte et alliance avec le Parti des régions

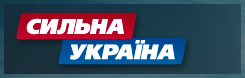
Logo du parti de 2009 à 2012.

Le 28 novembre 2009, à l'occasion du 10e congrès du parti, ce dernier est refondé, renommé en « Ukraine forte », et l'homme d'affaires Serhiï Tihipko est élu à sa tête. Lors des élections présidentielles de 2010, Tihipko est logiquement le candidat du parti, et il réunit 13,06 % des voix pour le premier tour, devenant le troisième homme du scrutin. Il fait ses meilleurs scores dans les oblasts de Dnipropetrovsk, d'Odessa et de
Kharkiv.
Lors des élections locales d'octobre 2010, le parti remporte une représentation dans 20 des 24 parlements régionaux et dans le Conseil suprême de Crimée. Il décroche au total 106 des 3 056 députés locaux.
À l'approche des élections législatives de 2012, le Premier ministre Mykola Azarov annonce qu'Ukraine forte va fusionner au sein du Parti des régions, alors que la cote du premier diminuait dans les sondages. Cette fusion est effective le 17 mars 2012. Lors des élections d'octobre 2012, le parti gagne les élections avec 30,03 % et forme une coalition avec le Parti communiste d'Ukraine soutenant le président Viktor Ianoukovytch. Tihipko devient lui-même l'un des vice-Premiers ministres, chargé des affaires économiques.

### Refondation

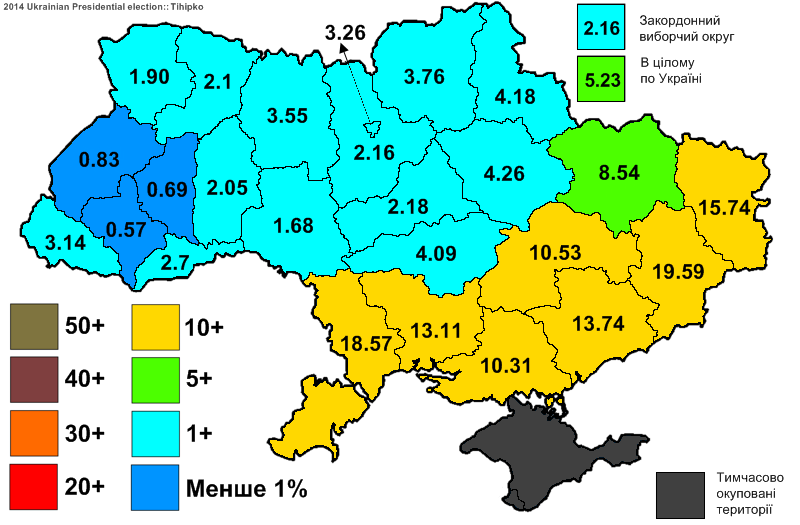
Score de Serhiï Tihipko dans chaque oblast lors des présidentielles.

À la suite des évènements d'Euromaïdan qui conduisent à la chute du président Viktor Ianoukovytch, Serhiï Tihipko soutient alors le nouveau gouvernement intérimaire. Il se déclare ensuite candidat à l'élection présidentielle du 25 mai 2014, contre l'avis du Parti des régions qui nomme plus tard Mikhaïl Dobkine pour le représenter. Le 7 avril, le conseil politique du parti exclu Tihipko, puis ce dernier refonde son parti le 23 avril. Il réalisera 5,23 % des voix, contre 3,03 % pour Dobkine, réussissant plus particulièrement dans l'oblast d'Odessa, ainsi que dans la partie du Donbass en guerre dans laquelle les bureaux de vote étaient ouverts. Il s'agit donc principalement de régions russophones.
À l'occasion des Élections législatives anticipées du 26 octobre 2014, le parti établit un programme dans lequel il se dit patriotique, favorable au maintien de l'intégrité territoriale de l'Ukraine, mais également à une solution politique négociée avec les sécessionnistes. Il se dit également favorable à un rapprochement économique avec l'Union européenne et les États-Unis « pour combler les manques du marché russe », et défend également une large décentralisation, préconisant que le gouvernement central ne garde entre ses mains que la politique étrangère, de défense nationale et de sécurité, accordant ainsi de larges pouvoirs aux municipalités et aux oblasts.
Lors des élections législatives du 26 octobre 2014, il ne franchit pas le seuil des 5 % et n'obtient en conséquence aucun élu parmi les 225 députés élus sur les listes, mais obtient un siège de député dans les circonscriptions.